# Кадозеро
Кадозеро — озеро на территории Онежского района Архангельской области.

## Общие сведения
Площадь озера — 2 км², площадь водосборного бассейна — 36,2 км². Располагается на высоте 68,4 метров над уровнем моря.
Форма озера подковообразная, лопастная, продолговатая: вытянуто с севера на юг. Берега каменисто-песчаные.
Из северо-западной оконечности озера вытекает река Юдьма, втекающая в реку Нименьгу, впадающую в Онежскую губу Белого моря (Поморский берег).
У северо-западной оконечности озера расположен один небольшой остров без названия.
У северо-западной оконечности озера проходит дорога местного значения.
Код объекта в государственном водном реестре — 03010000211102000009297.